# NOVO LAND
NOVO LAND位於香港新界屯門欣寶路8號，鄰近公共屋邨寶田邨、和田邨、菁田邨及青山醫院，是由新鴻基地產發展的大型綜合住宅項目，為屯門區有史以來最大型的私人住宅發展計劃。
項目佔地約48.2萬平方呎，總發展樓面約241萬平方呎，分為6期發展，共14座住宅大廈，提供4,585個住宅單位，每期設計風格各具特色。其中第1A期於2023年6月29日完工，提供824伙單位，面積由213至1,467平方呎不等，涵蓋開放式至4房戶型。
項目配套包括約40萬平方呎的北歐度假式園林會所「NOVO Resorts」，設有88項設施如水上樂園、健身室及藝術長廊等。基座商場「NOVO Walk」佔地約5萬平方呎。

## 歷史
地盤面積達46.1萬平方呎，原本屬農地用途。在2017年5月，發展商將地皮用途轉變為住宅（乙類），以逾65.3億元完成補地價，樓面呎價逾2,288元。不過地盤內仍有零星土地由其他人士持有，之後發展商再增購3個地段，涉2萬餘平方呎，新增樓面約10.355萬平方呎，到2020年再補地價5.5億元。合併發展後的地盤面積增至約48.2萬平方呎，補地價逾70億。不過根據樓書，項目仍然有零星土地無法進行收購。示範單位設於環球貿易廣場16樓，而售樓處則設於19樓。

## 住宅
項目會設14座樓高20至30層的住宅大樓，分6期發展，合共提供4585伙單位。住宅大樓分為6個區域。

### 1A期
第1A期由2座住宅大廈組成，提供824伙住宅單位，設開放式至4房戶型，開放式及2房單位佔最多，景觀以內園景，樓景和山景為主，項目關鍵日期為2023年6月29日，樓花期長約1年。1A期在2022年7月18日公布首張價單，涉165伙。
新地代理總經理陳漢麟表示市場對項目反應熱烈，截至7月28日累收逾1.9萬票，以首輪發售336伙計算，超購逾55倍，平均每約56人爭一伙，成為2022年收票最多的全新盤，當中接近四成為投資者。到7月30日首輪推售336伙，以及8月6日次輪開售336伙亦即日沽清。其後8月初的第三輪發售加推單位更收到15331票，超額逾109倍。，最後累沽2,238伙，套現逾137億元。

### 1B期
第1B期由3座住宅大廈組成，提供800伙住宅單位，包括開放式至四房戶型，實用面積由220至1,464平方呎，設有140個住宅停車位。項目關鍵日期為2023年6月30日，樓花期約10個月。
發展商因應第1A期收票反應持續熱烈，在2022年8月17日進行首輪銷售，並以折實均呎13,998元推出首批160伙單位。

### 2A期
第2A期由3座物業組成，合共提供929伙。單位實用面積介乎216至1,528方呎，戶型涵蓋開放式至三房，另設特色單位，預計關鍵日期為2024年5月16日。
入場單位為第5座3樓F室，實用面積245方呎，屬開放式戶，折實售價334.73萬元，呎價13662元。新地副董事總經理雷霆形容，NOVO LAND第2A期首張價單價錢為「北都繼續歡騰價」。他續說，物業是財富保值及增值工具，「早買早享受，住得更健康」。項目在2023年6月初開售，首批入場單位折實334.73萬元起。市場反應理想，首輪以價單形式發售的188伙在一日內已經全數沽清。到月中進行兩輪銷售合共沽逾370伙，佔可供發售單位逾90%，套現逾23億元。。至於整個NOVO LAND系列推售不足11個月，累計售出超過2,618伙。新地副董事總經理雷霆形容NOVO LAND是近兩年「最受香港人歡迎的樓盤」是當之無愧。

### 2B期
第2B期位處於基座商場 NOVO WALK 上蓋，由2座住宅大廈組成，共提供729伙住宅單位，包括由1至4房，實用面積介乎277至1,429平方呎，預計關鍵日期為2024年5月17日。發展商在2023年3月4日以折實均呎1.32萬元進行推售，一星期內累收10,691張入票，超購逾29倍，而首輪352伙即晚沽清，發展商即晚加推180伙。其後的第三輪銷售累收約9,703票，超額認購逾50倍，並即日售出逾九成單位。發展商更形容為「最受港人歡迎的樓盤」。

### 3A期
第3A期共有2座，共提供534伙住宅單位。

### 3B期
第3B期由2座住宅大廈組成，共提供769伙住宅單位。
| 樓宇名稱及座號   | 入伙年份       | 期數 |
| ---------------- | -------------- | ---- |
| Elverum第1座     | 2023年06月29日 | 1A   |
| Elverum第2座     | 2023年06月29日 | 1A   |
| Bergen第1座      | 2023年06月30日 | 1B   |
| Bergen第2座      | 2023年06月30日 | 1B   |
| Bergen第3座      | 2023年06月30日 | 1B   |
| Charlot第1A,1B座 | 2024年05月16日 | 2A   |
| Arreso第5座      | 2024年05月16日 | 2A   |
| Arreso第3座      | 2024年05月16日 | 2A   |
| Arreso第2座      | 2024年05月17日 | 2B   |
| Arreso第1A,1B座  | 2024年05月17日 | 2B   |
| Dragor第1座      | 2025年04月29日 | 3A   |
| Dragor第2座      | 2025年04月29日 | 3A   |
| Fiskars第1座     | 2025年04月30日 | 3B   |
| Fiskars第2A,2B座 | 2025年04月30日 | 3B   |

所有樓宇設有通力牌升降機直達。

## 商場
屋苑設商場5萬方呎商場「NOVO Walk」，於2024年5月10日正式開幕。商場設計採用北歐風格為主題，設約40間商舖。2022年7月公佈的租戶包括超級市場Market Place（後改為每日一田，其中原因由於惠康承租鄰近位於菁田邨舖位）、A-1 Bakery、萬寧、麥當勞、美心MX和英藝幼稚園暨國際幼兒園等。。其他商戶包括榮華藥房旗下明尚、日本城、星巴克、元気寿司和吉野家等。

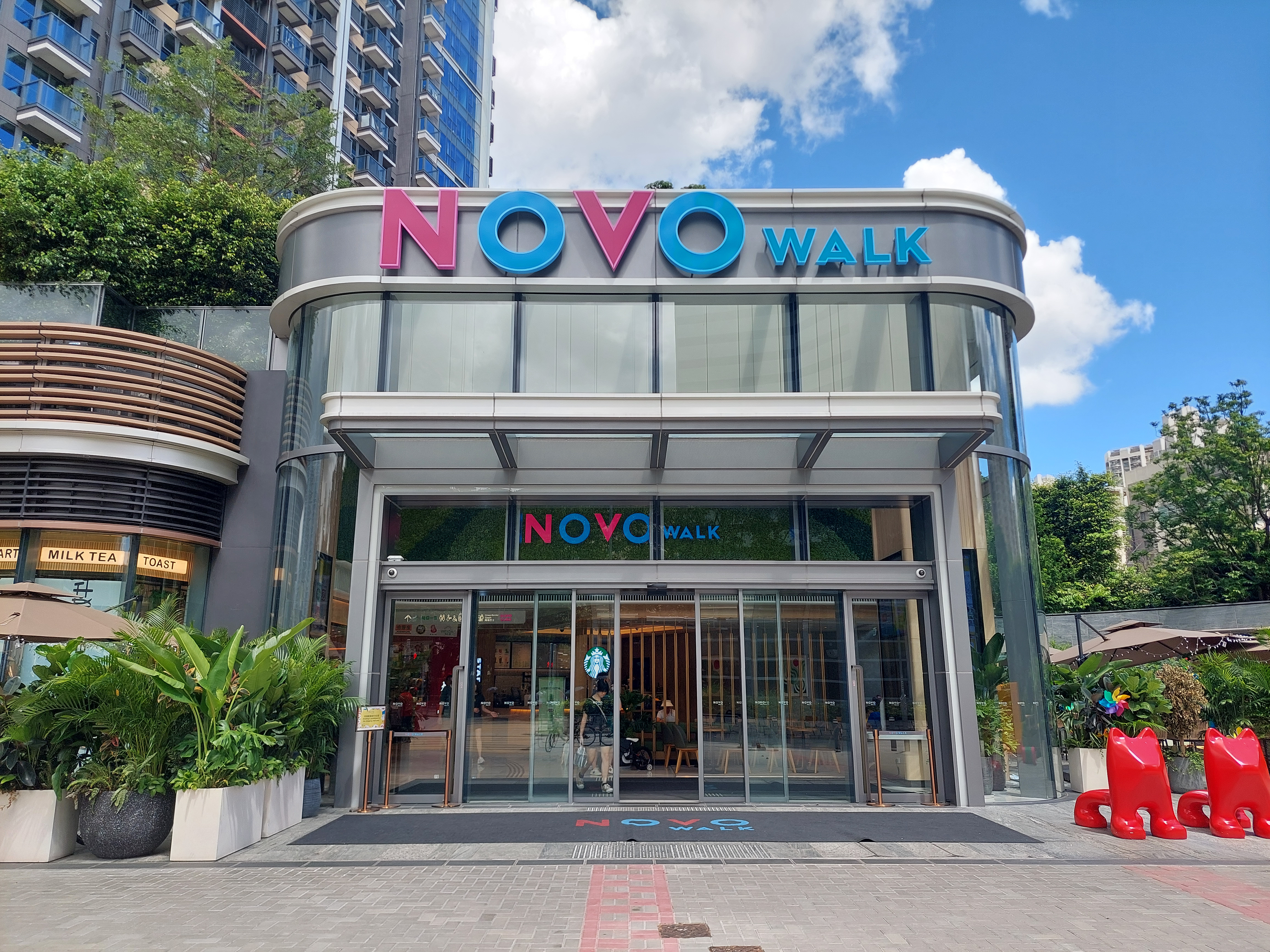
商場入口
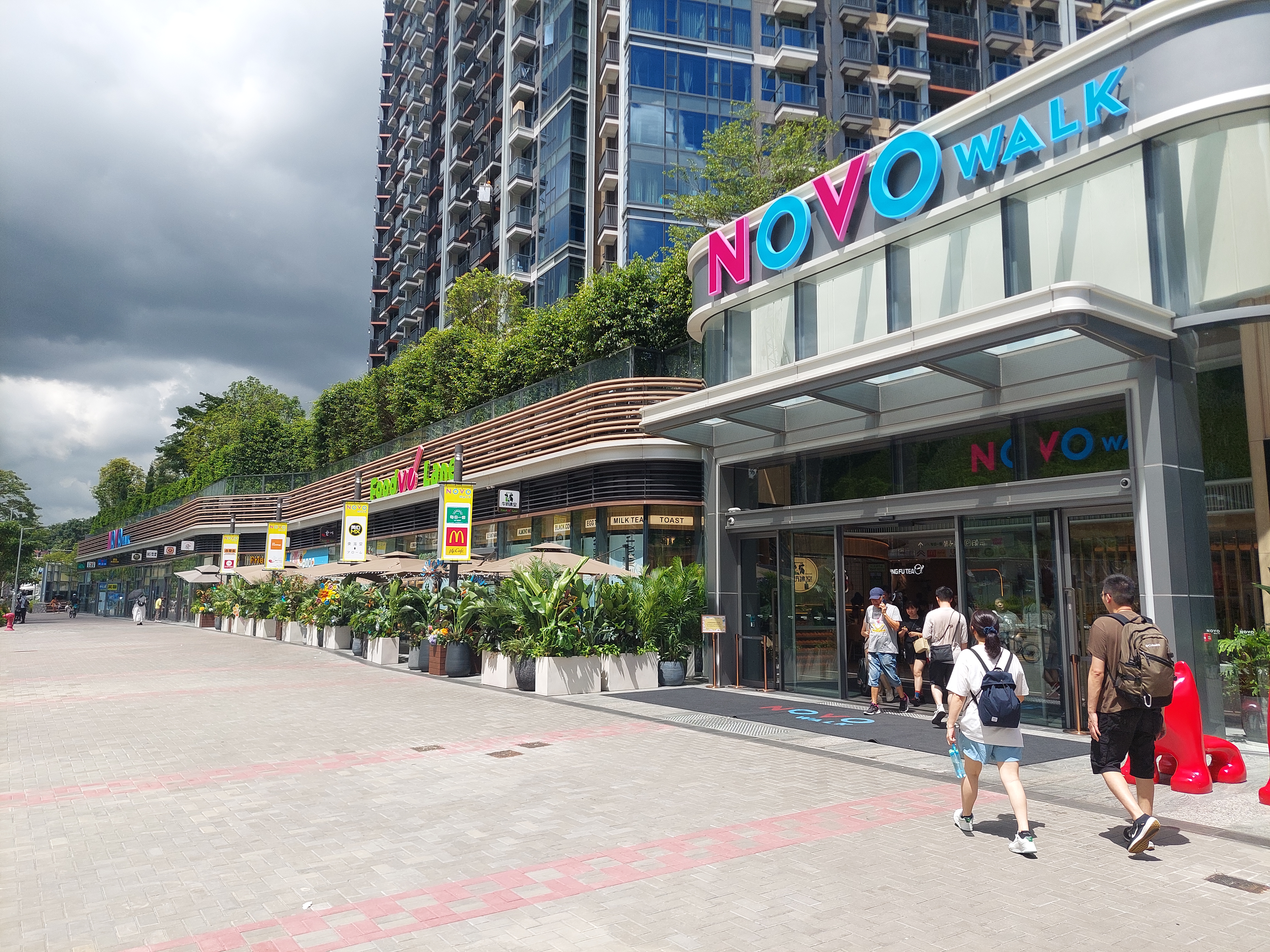
街舖與商場入口

## 建設圖集

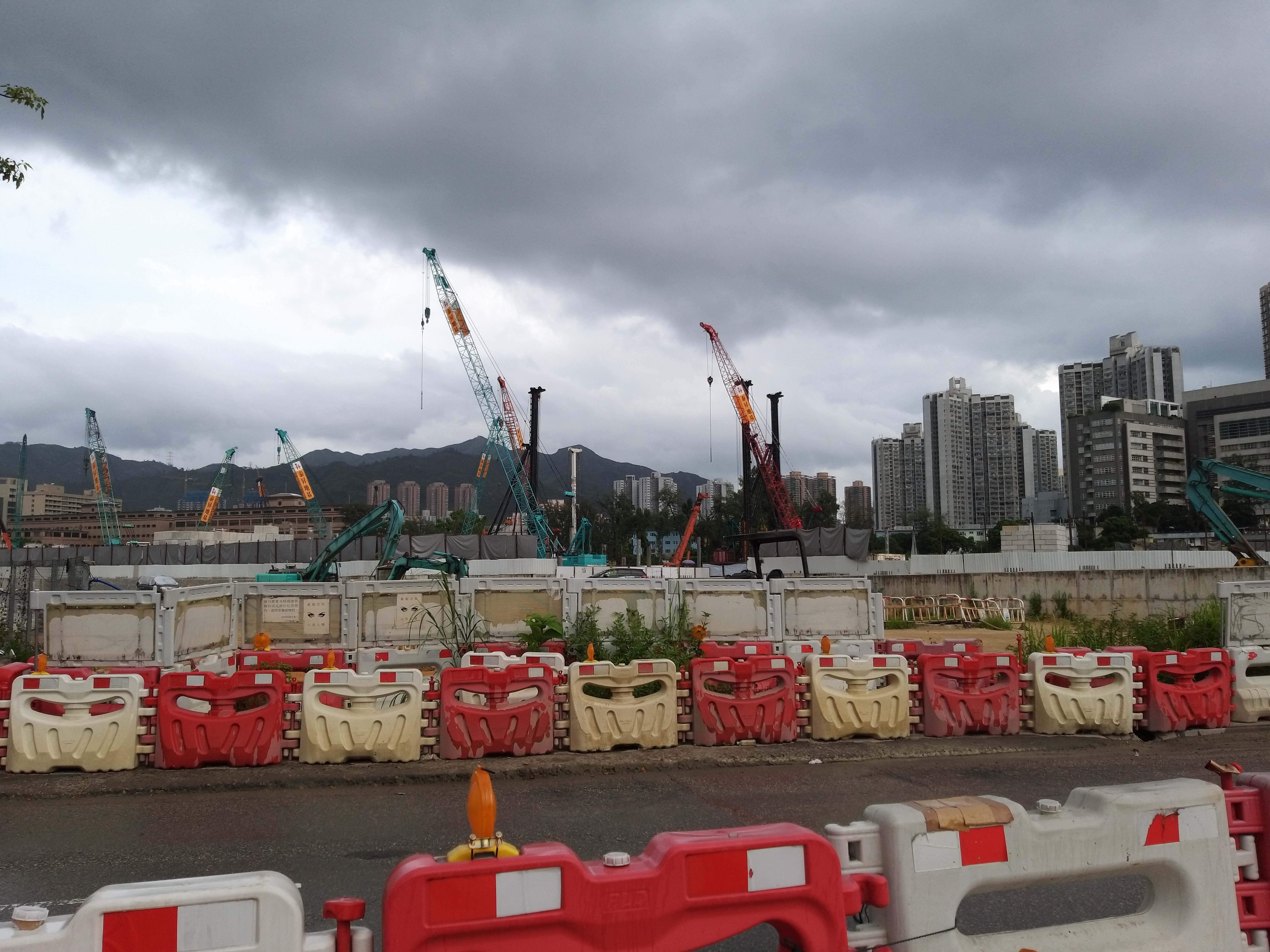
地基工程進行中，2019年7月
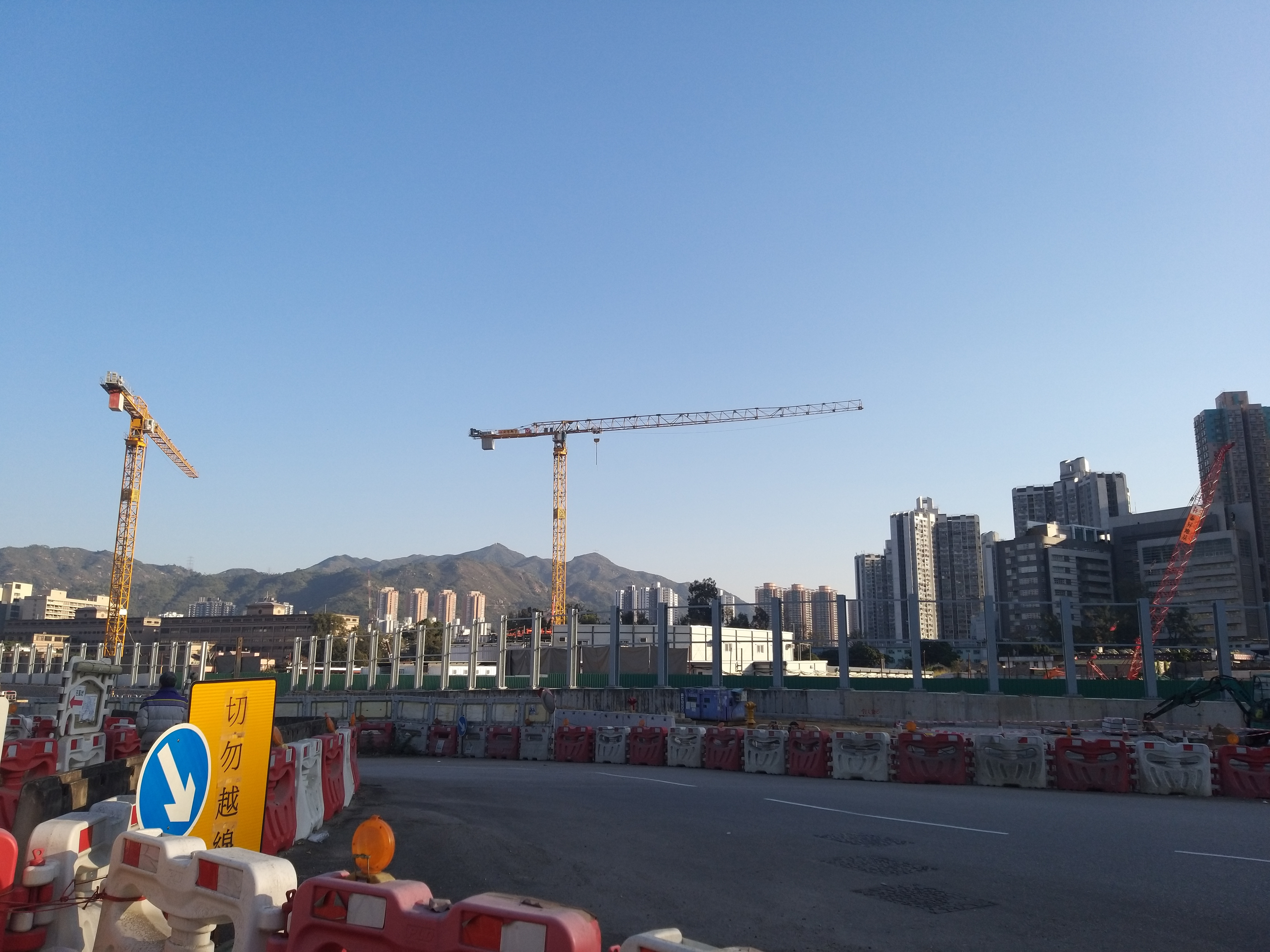
第一期開展上蓋工程，2019年12月
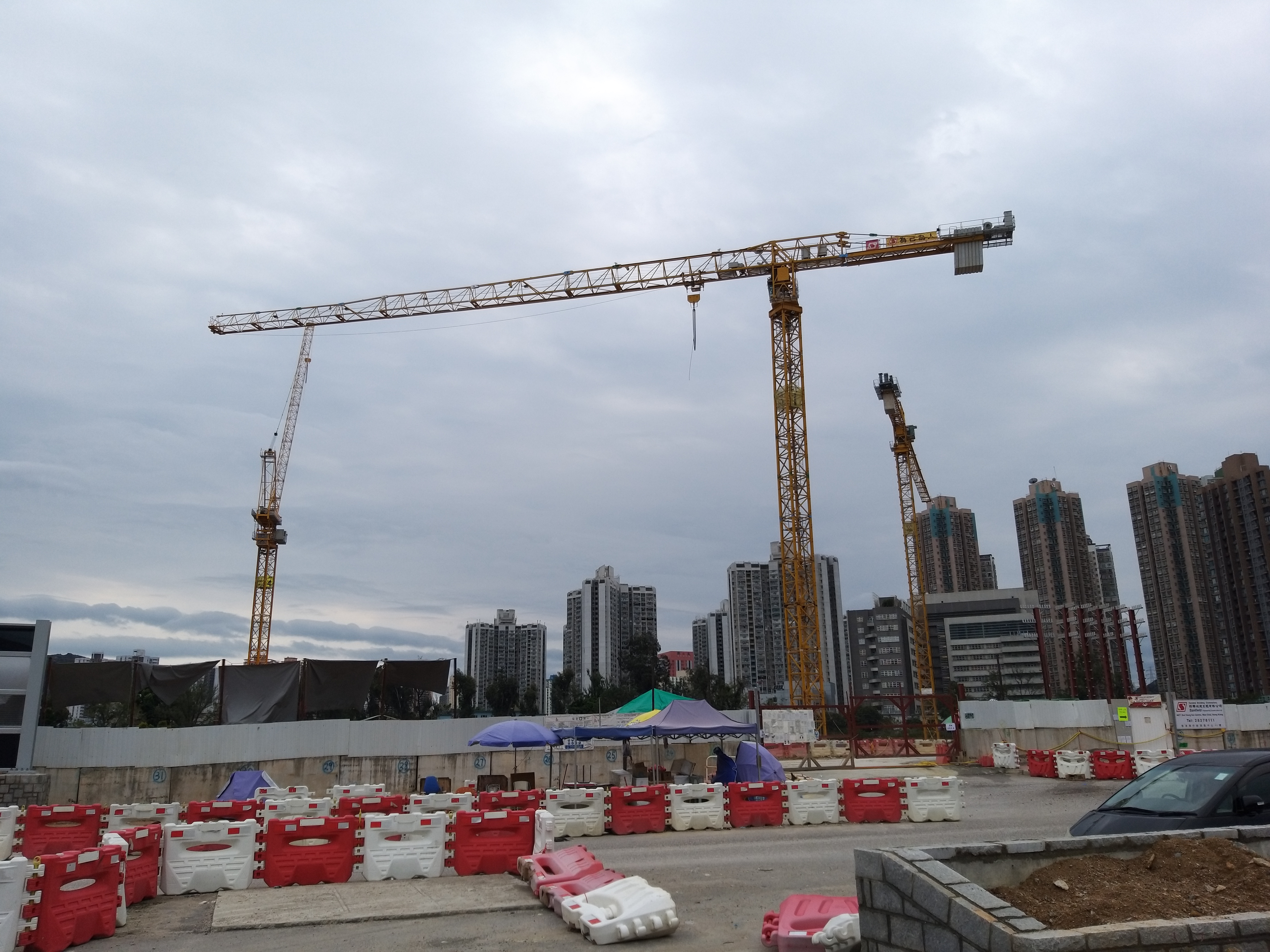
2020年2月
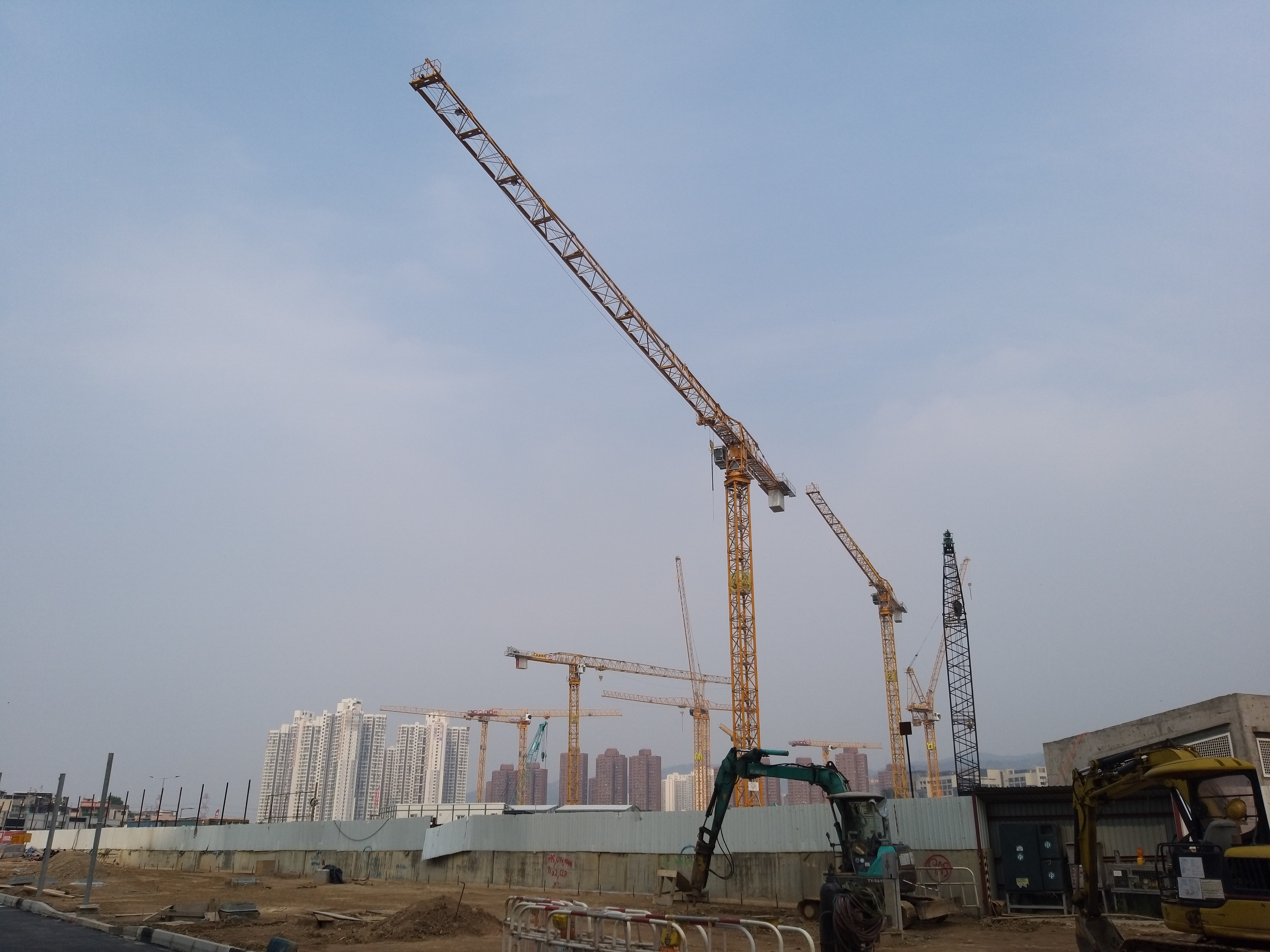
2020年4月
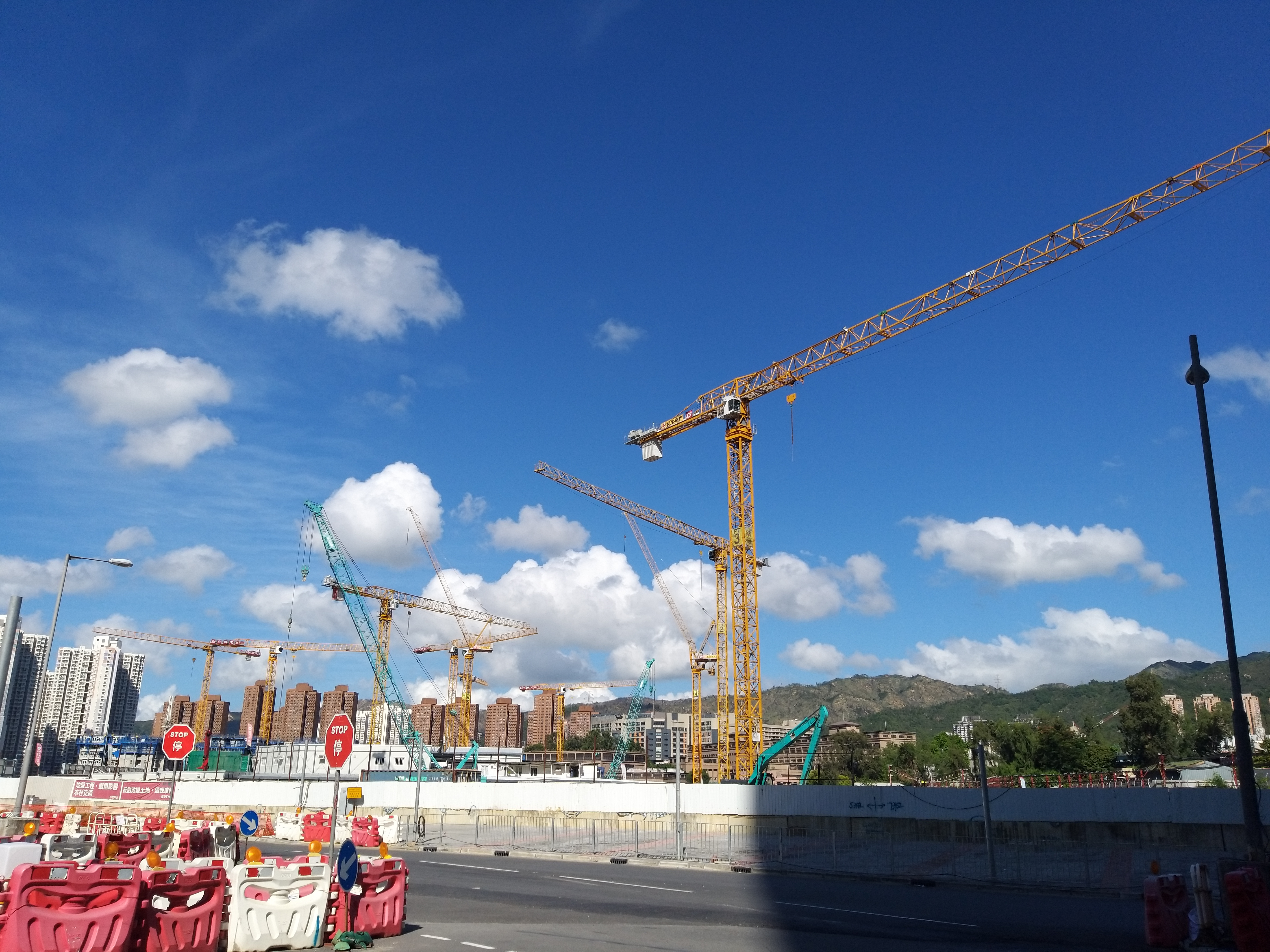
2020年7月
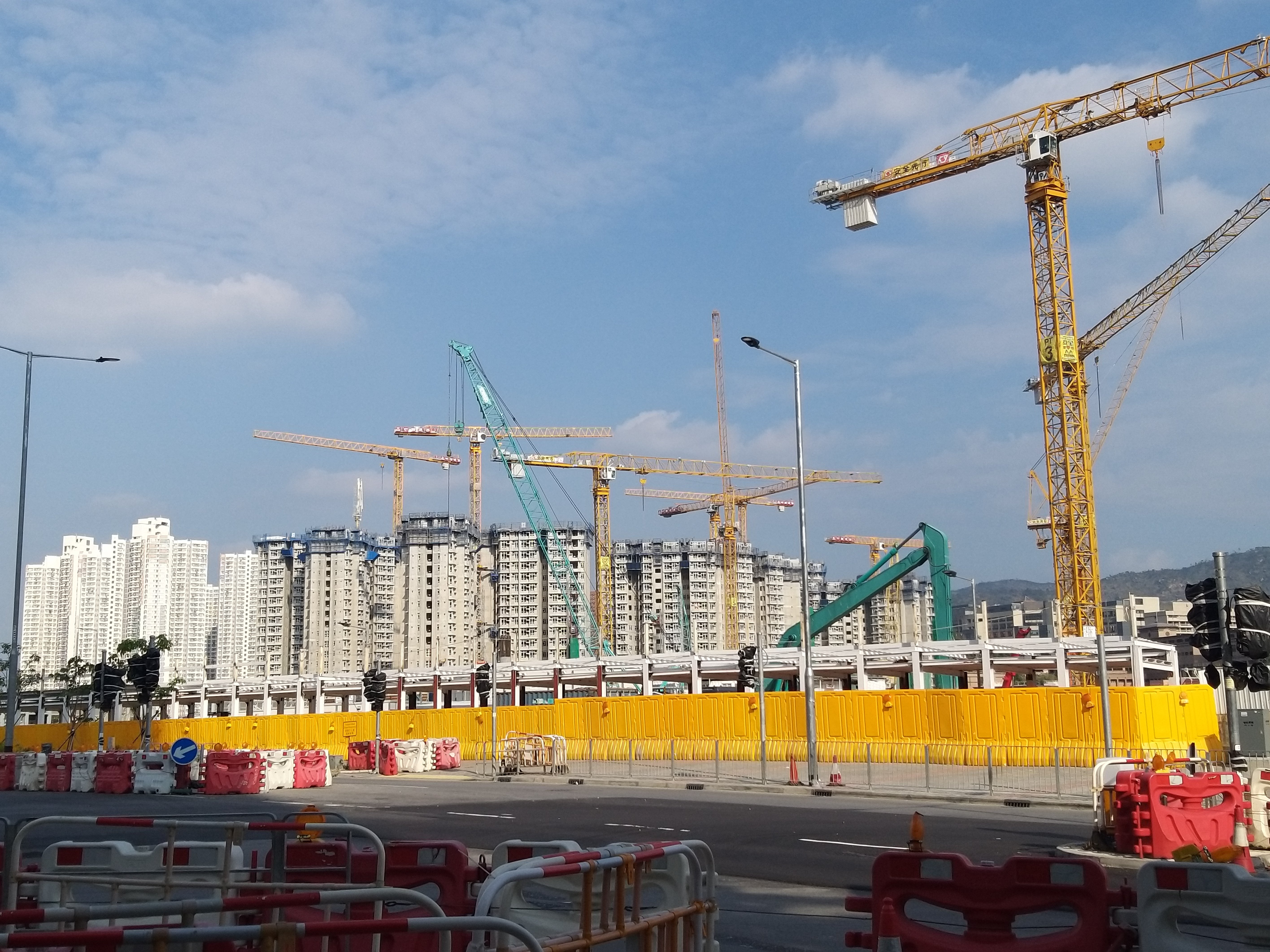
2020年10月
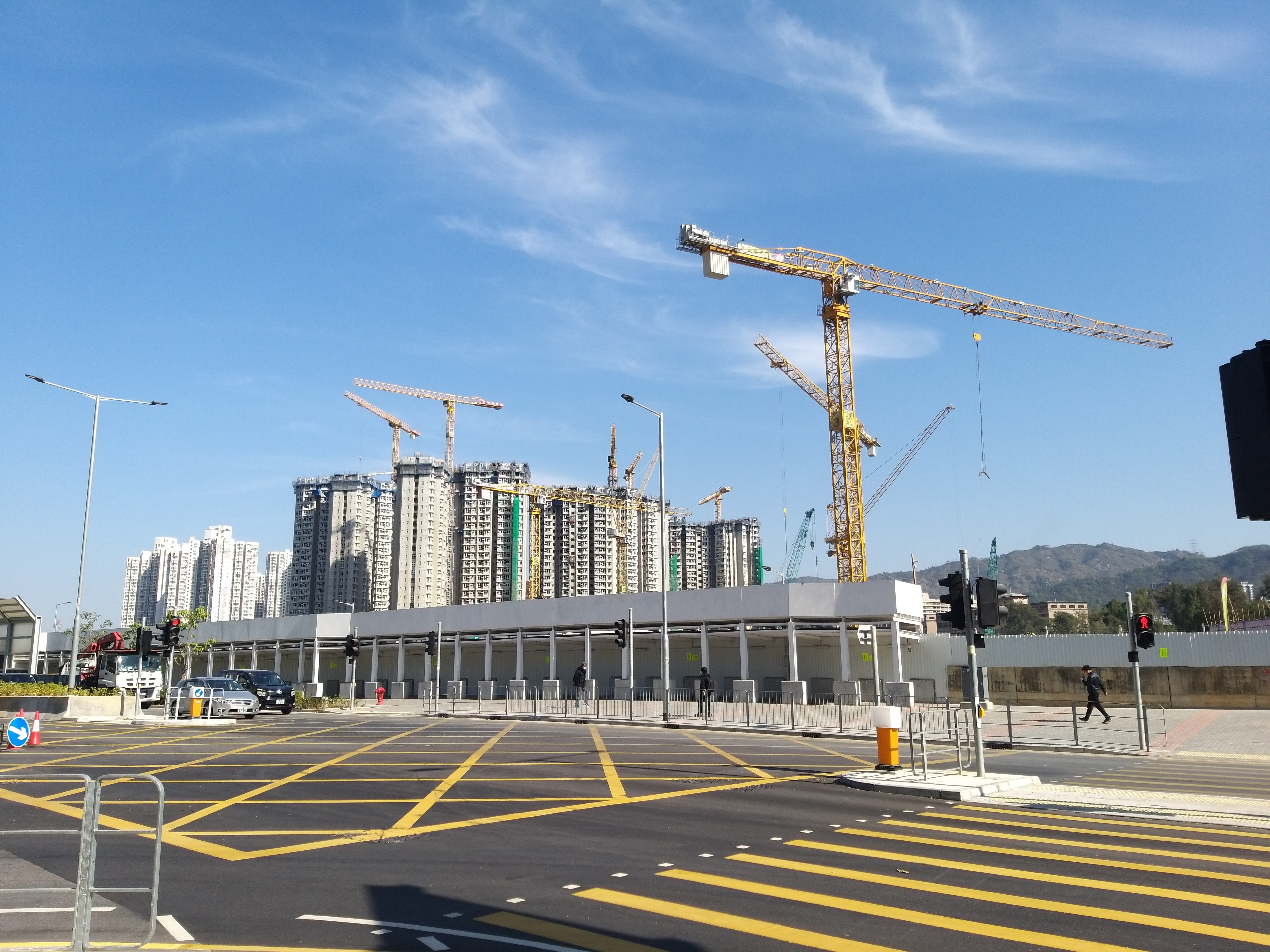
2020年12月
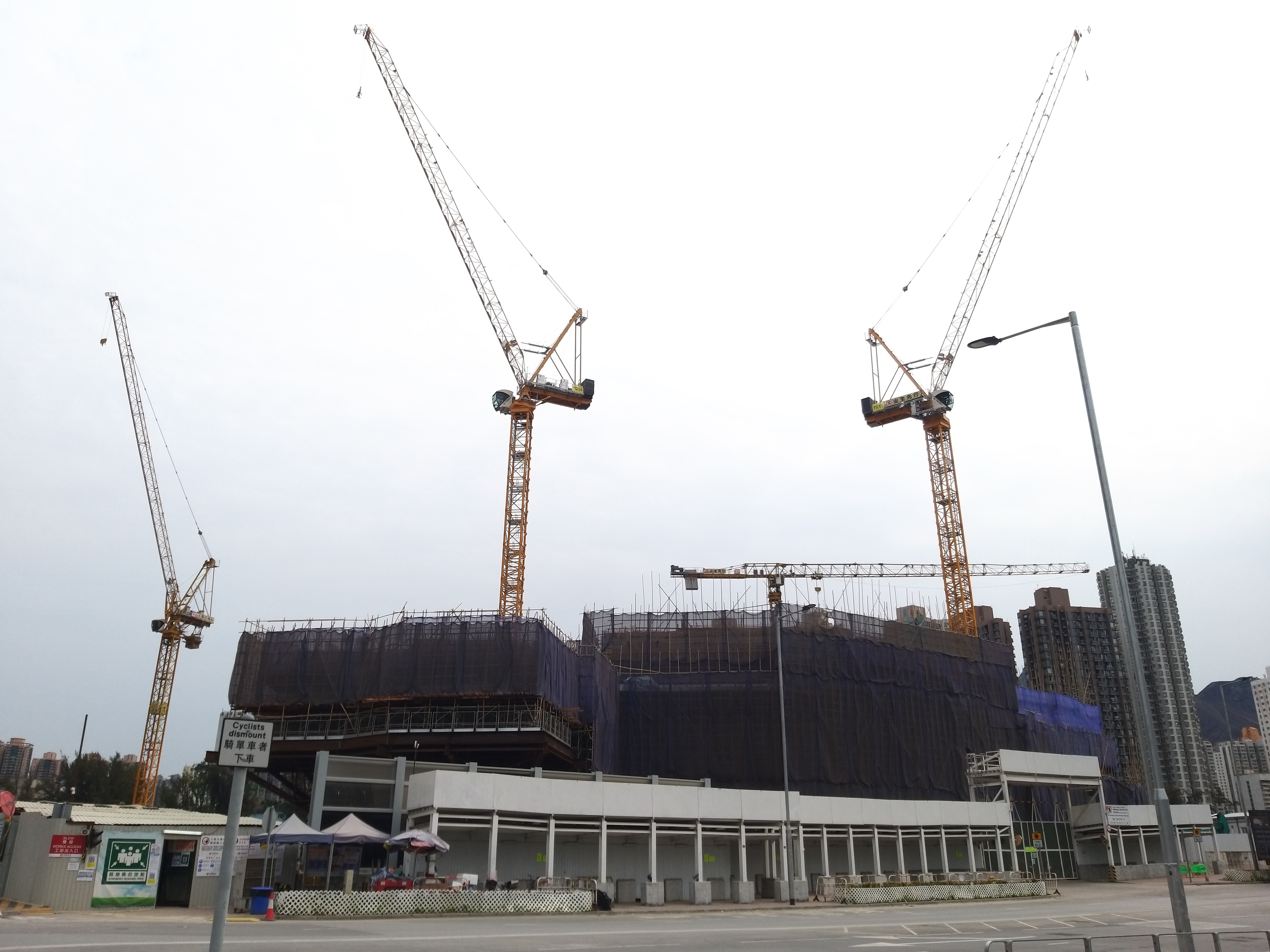
第一期已建數層，2021年4月
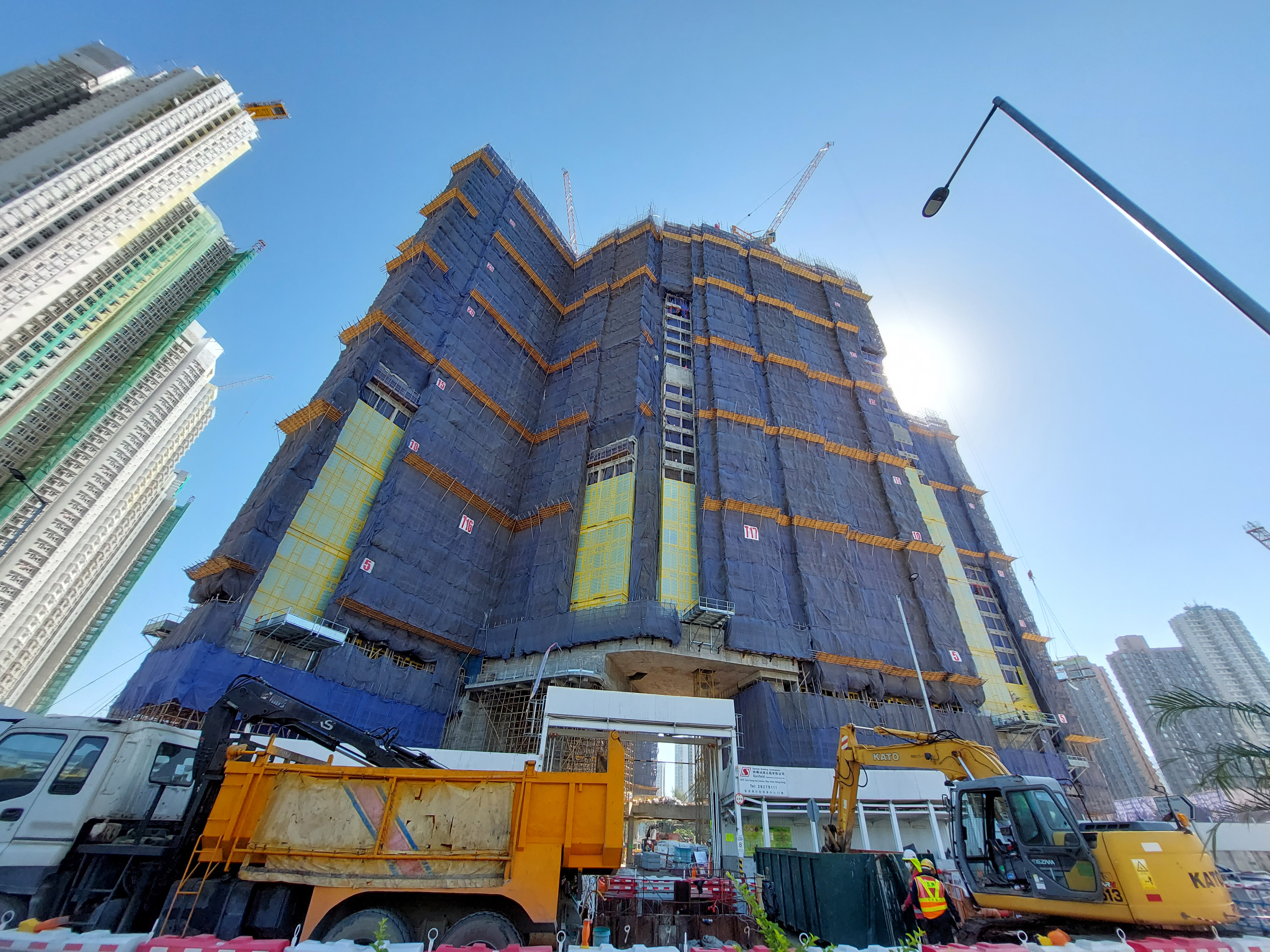
2021年12月
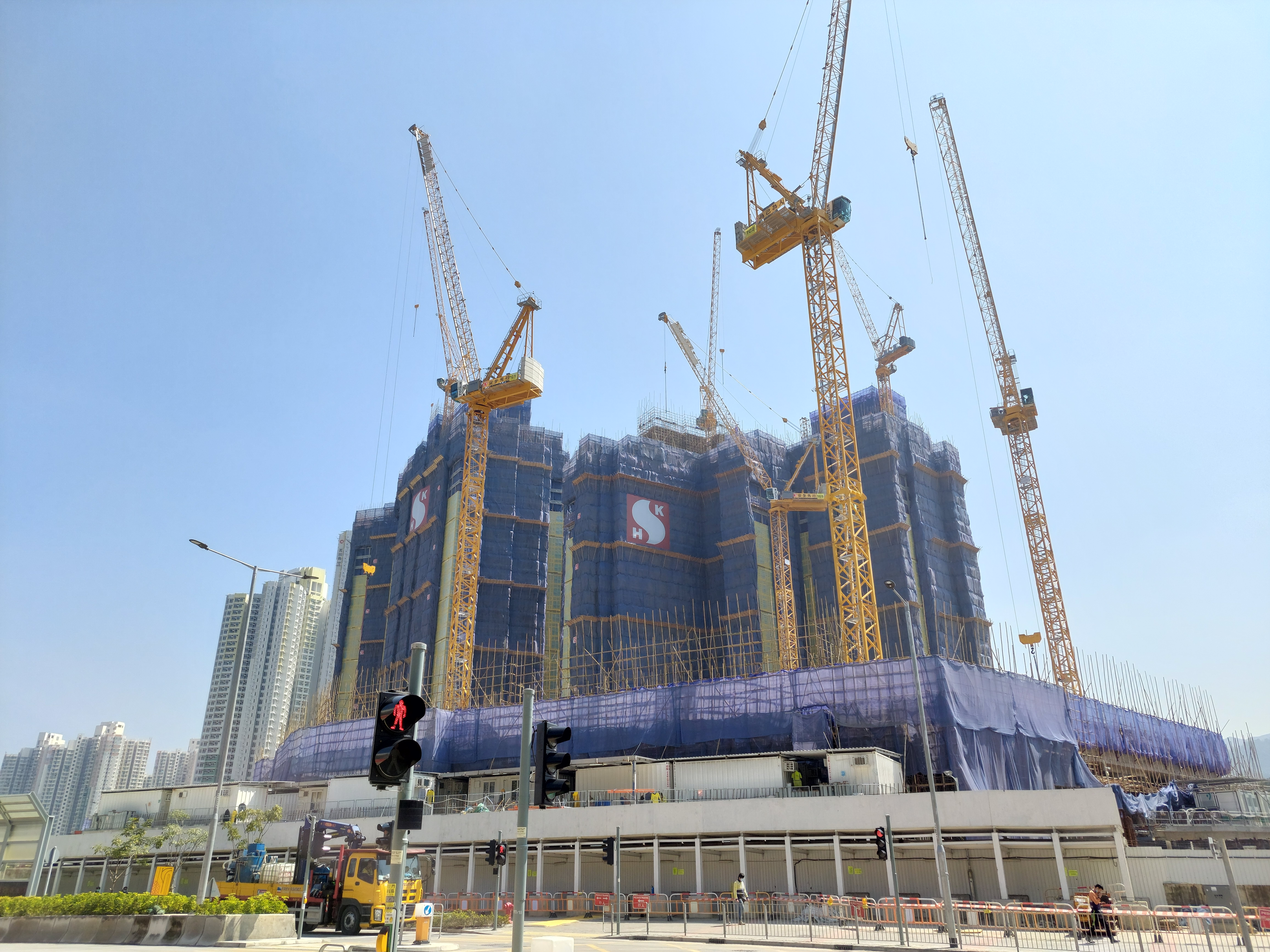
第二期緊接興建，2022年2月
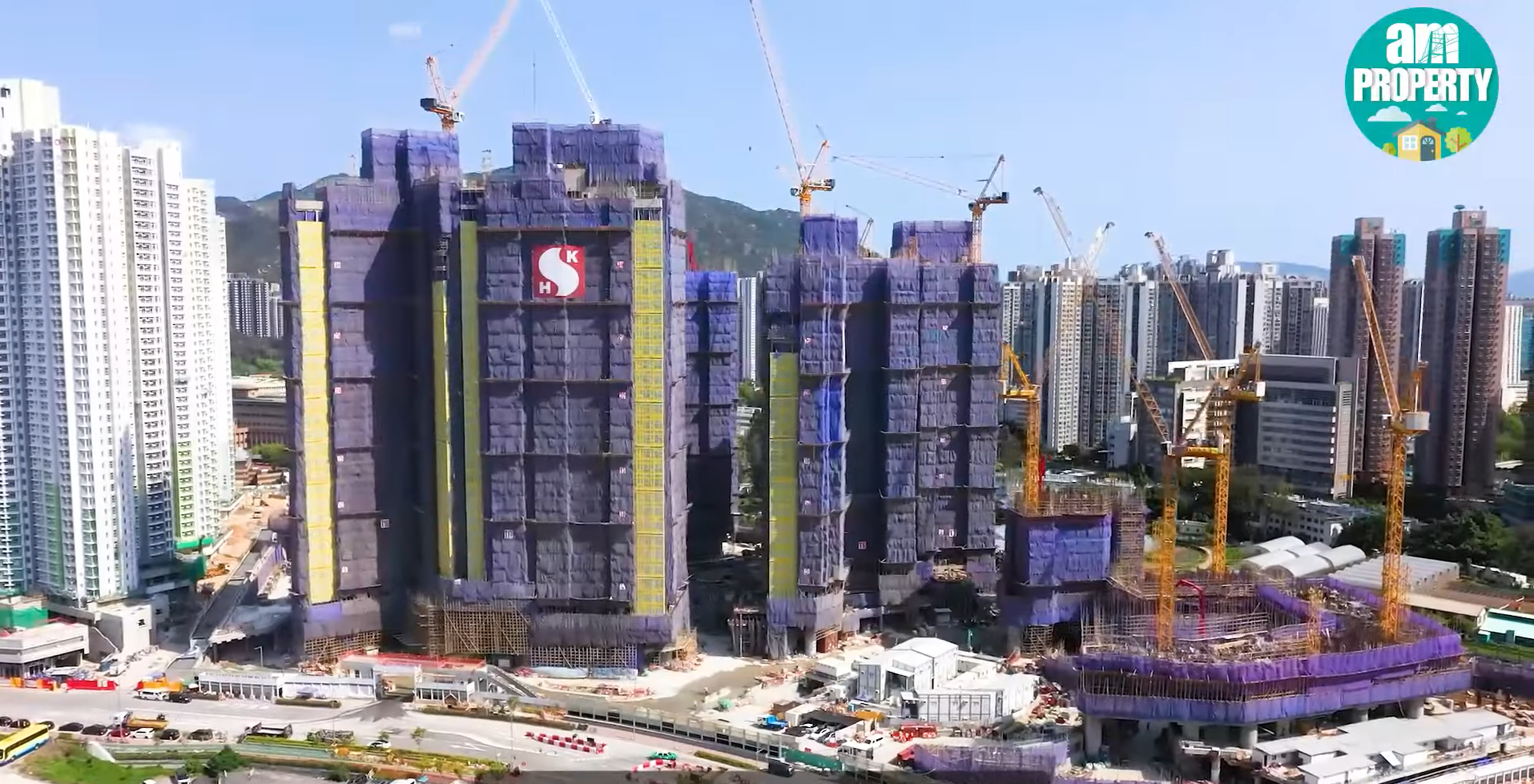
2022年7月
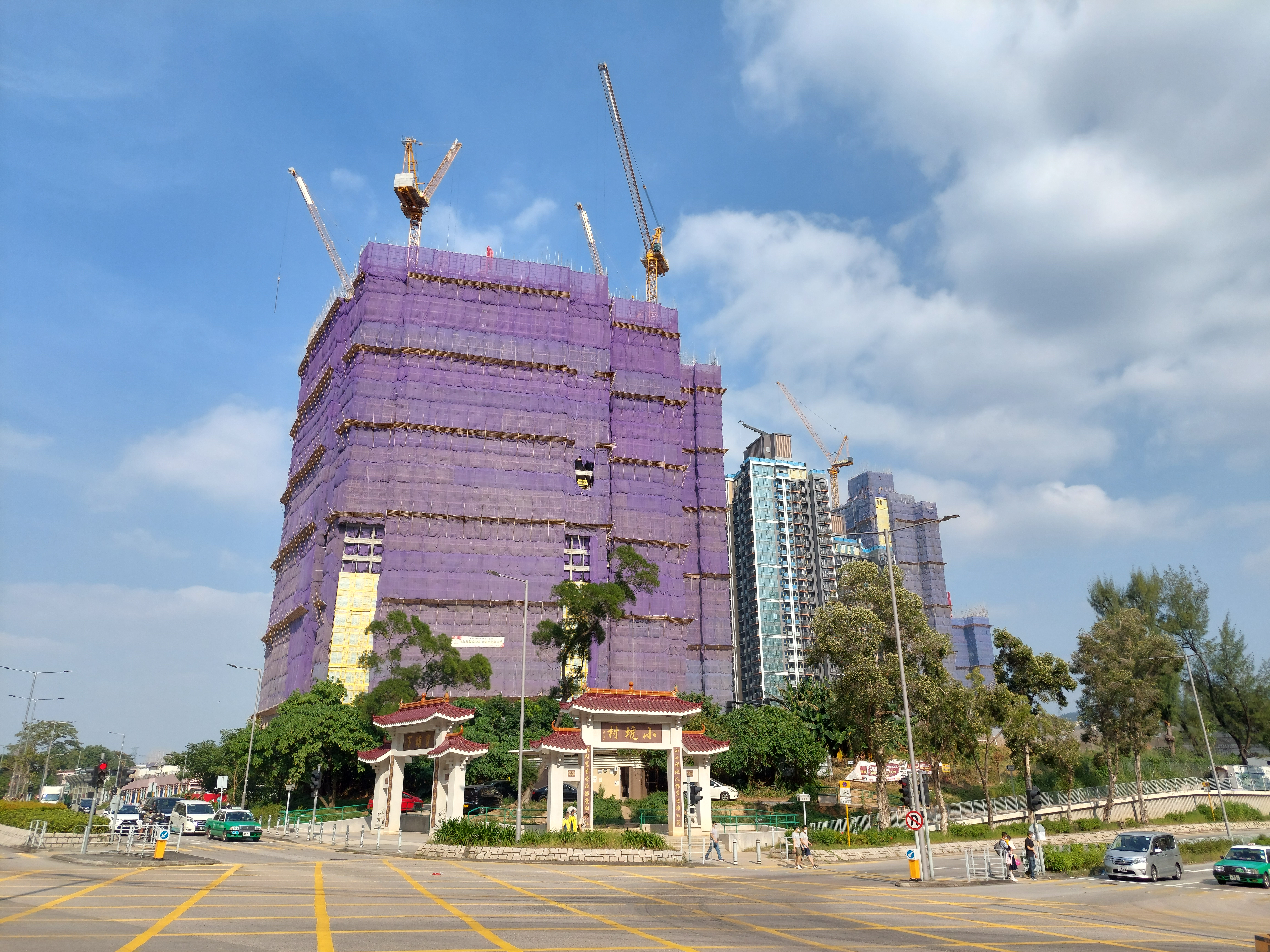
2022年10月
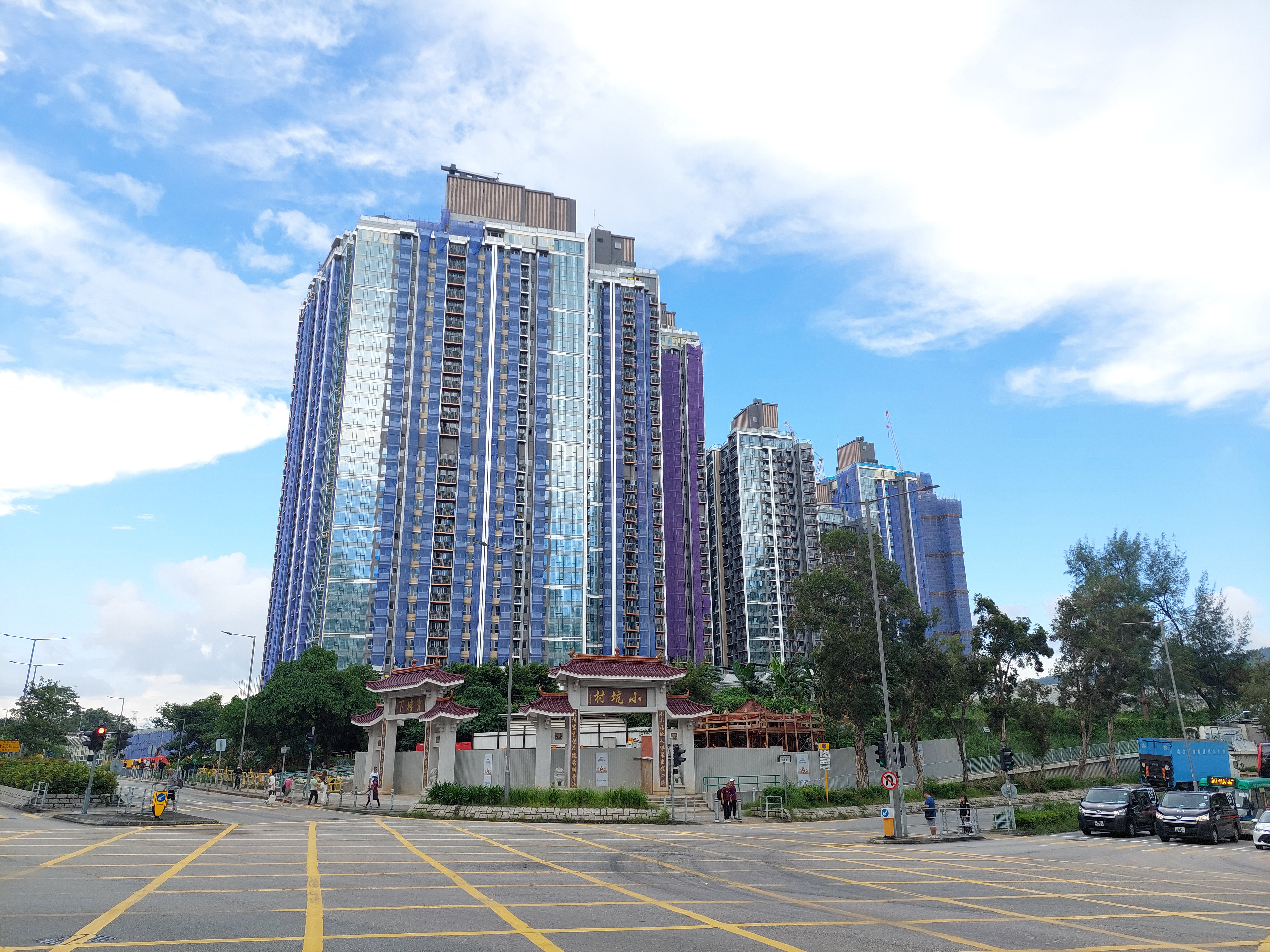
2023年9月
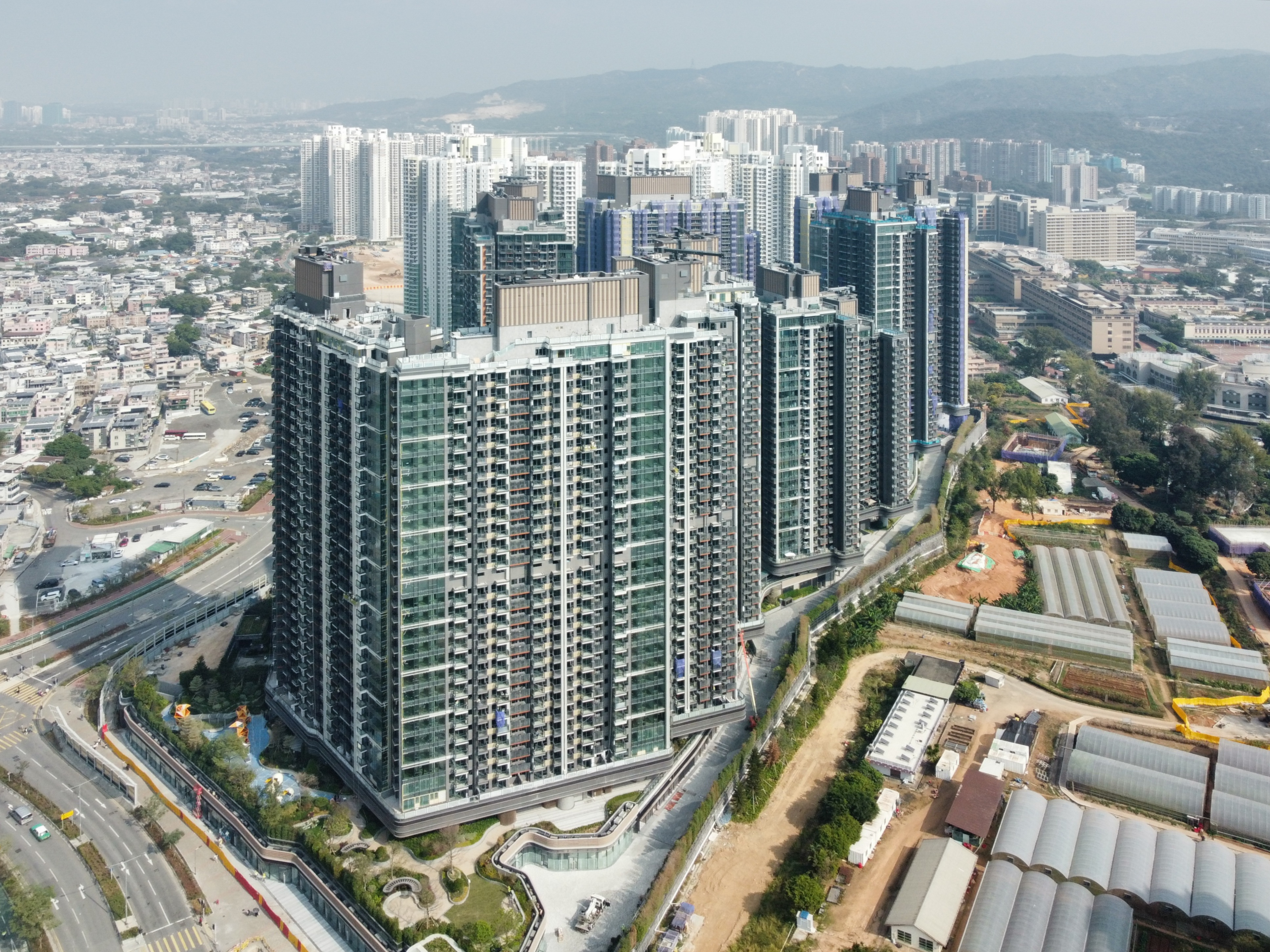
2024年1月

## 外部連結
- 官方网站
- NOVO LAND的Instagram帳戶
- NOVO LAND的Facebook專頁
- YouTube上的NOVO LAND頻道